# 陳伯藩

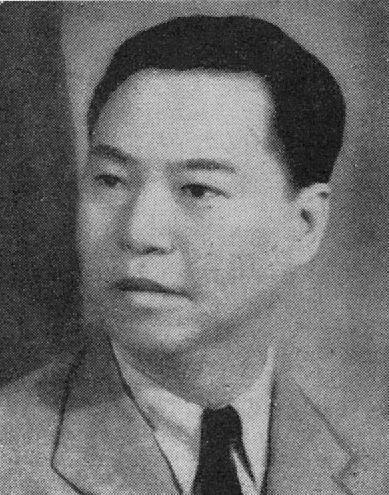
環球中國名人傳略，1944年

陳伯藩（1899—?）原中國國民黨黨員。汪偽成員。

## 生平
1899年陳伯藩生於上海，祖父陳平齋在日本神戶創立「合昌號」。父親陳源來與日本女子結婚。陳伯藩留日時，已加入中國國民黨，後畢業於東京日本大學法律科。
1938年8月1日，陳伯藩、許修直等人在北京成立親日組織“华侨协会”。
其後投汪精衛國民政府，歷充中國國民黨中央執行會委員、立法院立法委員、駐日本大使館參事、外交委員會委員長、特命全權公使、中央政治委員會交通專門委員會主任委員、外交專門委員會副主任委員等偽職。
戰後名列當局發表之第三批被捕漢奸中。